# Недостижимая цель
«Недостижимая цель» (фр. L'Impossible Objet) — романтическая драма режиссёра Джона Франкенхаймера. Фильм вышел в прокат в 1973 году. Сюжет фильма основан на одноимённом романе Николаса Мосли, который также выступил сценаристом картины.

## Сюжет
Гарри — женатый писатель, у которого закрутился роман с Натали. При этом муж Натали догадывается об изменах супруги. Эти отношения создают многочисленные осложнения для героев и их семей. Но со временем Гарри все труднее отличить свою фантазию от реальности. Возникает вопрос: история реальна или это просто плод его воображения?

## В ролях
| Актёр         | Роль     |
| ------------- | -------- |
| Алан Бейтс    | Гарри    |
| Доминик Санда | Натали   |
| Леа Массари   | женщина  |
| Мишель Оклер  | Жорж     |
| Эванс Эванс   | Элизабет |